# مایکل پن
مایکل پن (انگلیسی: Michael Penn؛ زادهٔ ۱ اوت ۱۹۵۸) یک موسیقی‌دان اهل ایالات متحده آمریکا است. وی از سال ۱۹۸۹ میلادی تاکنون مشغول فعالیت بوده‌است.